# Blacus compressus
Blacus compressus är en stekelart som beskrevs av Sergey A. Belokobylskij 2000. Blacus compressus ingår i släktet Blacus och familjen bracksteklar. Inga underarter finns listade.